# Bjørn Eidsvåg

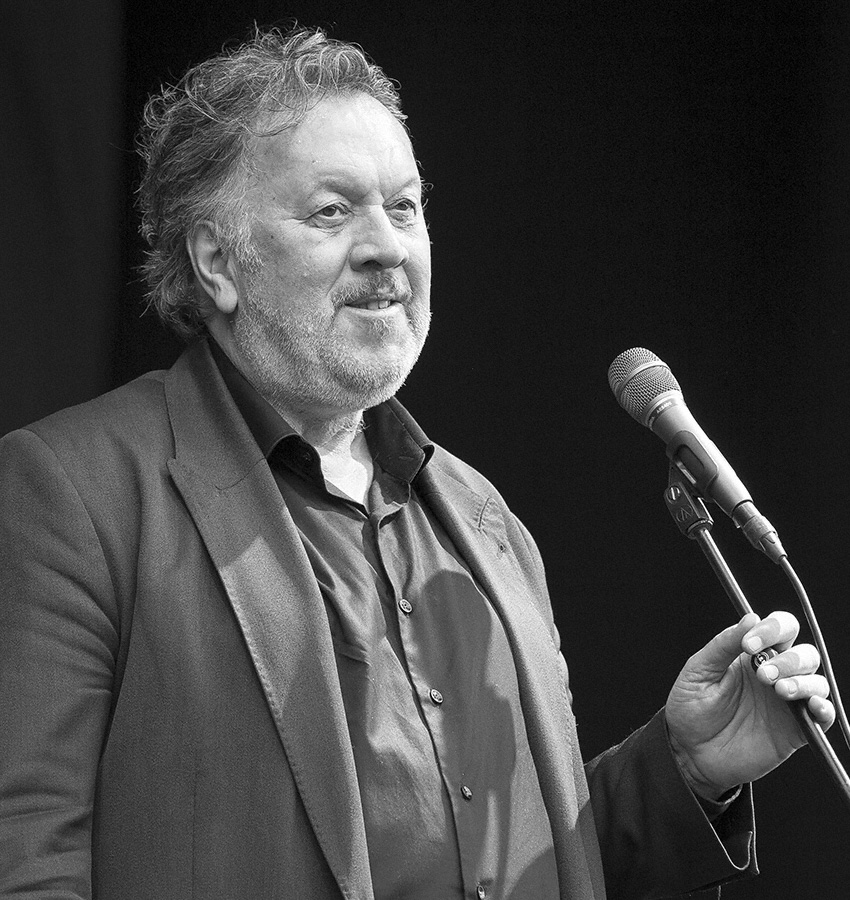
Bjørn Eidsvåg (2016)

Bjørn Eidsvåg (* 17. März 1954 in Sauda) ist ein norwegischer Sänger und Komponist. Seit 1976 hat er mehr als zwei Dutzend Alben herausgegeben und vier Mal die norwegische Musikerauszeichnung Spellemannprisen (1990, 1997, 2002, 2006) verliehen bekommen. Er absolvierte 1980 das theologische Examen in Oslo.

## Leben
Bjørn Eidsvåg ist seit 1971 als Musiker tätig. Er ist Autor vieler Texte und Melodien (etwa 300 Titel bis 2004), die alle auf CD erschienen sind. Bjørn Eidsvåg hat außerdem bei vielen anderen Gruppierungen als Sänger und Textautor mitgewirkt.
Seit der Veröffentlichung der CD Allemandsland im Oktober 1993 gehört Bjørn Eidsvåg zu den erfolgreichsten Musikern in Norwegen; von dieser CD wurden über 60.000 Exemplare verkauft. An diesen Erfolg konnte er 1995 mit Landet lenger anschließen, die sich über 100.000 Mal verkaufte. Seine CD Tålt verkaufte sich über 200.000 Mal. Von 1986 bis 2014 war er in den norwegischen Charts vertreten und brachte sieben Alben und eine Single auf Platz 1. 1981 war er erstmals für den Spellemannprisen, den wichtigsten norwegischen Musikpreis, nominiert. Bis 2008 gehörte er 18 Mal zu den Preiskandidaten, viermal wurde er ausgezeichnet, unter anderem 1997 als „Spellemann“ des Jahres und 2006 mit dem Ehrenpreis.
Neben seiner Tätigkeit als Musiker ist Bjørn Eidsvåg außerdem in verschiedenen Organisationen wie NOPA, GRAMO, und TONO tätig und ist Vorstandsmitglied des norwegischen Musikerverbandes.

## Diskografie

### Alben
- 1978: Inn for landing
- 1978: Bakerste benk
- 1980: Endelig voksen
- 1981: Live in Ny York (live aufgenommen im Ny York Studio in Oslo)
- 1983: Passe gal
- 1984: På leit
- 1985: Bjørn’s Beste (Kompilation)

| Jahr | Titel                  | Höchstplatzierung, Gesamtwochen, AuszeichnungChartsChartplatzierungen (Jahr, Titel, Platzierungen, Wochen, Auszeichnungen, Anmerkungen) | Anmerkungen                                                               |
| Jahr | Titel                  | NO | Anmerkungen                                                               |
| ---- | ---------------------- | --- | ------------------------------------------------------------------------- |
| 1986 | Dansere i natten       | NO13 (3 Wo.)NO |                                                                           |
| 1988 | Vertigo                | NO10 (7 Wo.)NO |                                                                           |
| 1990 | Tatt av vinden         | NO3 (9 Wo.)NO |                                                                           |
| 1990 | Alt du vil ha          | NO11 (12 Wo.)NO |                                                                           |
| 1992 | Til alle tider         | NO9 (6 Wo.)NO |                                                                           |
| 1993 | Allemannsland          | NO4 (10 Wo.)NO |                                                                           |
| 1996 | Landet lenger bak      | NO2 ×2Doppelplatin · (25 Wo.)NO |                                                                           |
| 1997 | På svai                | NO1 Platin · (18 Wo.)NO |                                                                           |
| 1999 | Tapt uskyld            | NO2 Gold · (10 Wo.)NO |                                                                           |
| 2000 | Hittil og littil       | NO4 ×2Doppelplatin · (44 Wo.)NO | Livealbum                                                                 |
| 2002 | Tålt                   | NO1 ×5Fünffachplatin · (34 Wo.)NO |                                                                           |
| 2003 | En vakker dag          | NO1 Platin · (33 Wo.)NO |                                                                           |
| 2004 | Skyfri himmel          | — | Livealbum für den dänischen Markt erreichte Platz 28 der dänischen Charts |
| 2006 | Nåde                   | NO1 (22 Wo.)NO |                                                                           |
| 2008 | Pust                   | NO1 (14 Wo.)NO |                                                                           |
| 2009 | De beste               | NO2 (24 Wo.)NO | Best-of-Album                                                             |
| 2010 | Rundt neste sving      | NO1 ×3Dreifachplatin · (13 Wo.)NO |                                                                           |
| 2013 | Far faller             | NO1 (16 Wo.)NO |                                                                           |
| 2014 | Klassisk Bjørn Eidsvåg | NO2 (14 Wo.)NO | mit dem Kringkastingsorkestret (KORK)                                     |

### Singles
| Jahr | Titel Album        | Höchstplatzierung, Gesamtwochen, AuszeichnungChartsChartplatzierungen (Jahr, Titel, Album, Platzierungen, Wochen, Auszeichnungen, Anmerkungen) | Anmerkungen                                                 |
| Jahr | Titel Album        | NO | Anmerkungen                                                 |
| ---- | ------------------ | --- | ----------------------------------------------------------- |
| 1983 | Eg ser –           | NO13 (1 Wo.)NO | Charteinstieg erst 2008                                     |
| 2006 | Floden –           | NO1 (20 Wo.)NO |                                                             |
| 2008 | E du den du e –    | NO18 (2 Wo.)NO |                                                             |
| 2010 | Nede for telling – | NO20 (1 Wo.)NO |                                                             |
| 2023 | Jovial –           | NO33 (2 Wo.)NO | Erstveröffentlichung: 6. Januar 2023                        |
| 2023 | Skal ikke gråte –  | NO20 (5 Wo.)NO | Erstveröffentlichung: 20. Januar 2023                       |
| 2023 | Drukne –           | NO38 (1 Wo.)NO | Erstveröffentlichung: 17. Februar 2023 mit Emma Steinbakken |

Weitere Lieder
- 1984: På leit
- 1985: Gammel drøm
- 1986: Hjelp uten grenser
- 1986: Dansere i natten
- 1986: Hjelp uten grenser/Hvor er du?
- 1988: Vertigo
- 1989: Det er ennå tid (mit Morten Harket und dem Oslo Gospel Choir)
- 1991: Hold fred!
- 1992: Blyge blomar/Nå e det nok
- 1993: Sånn som oss / Eg komme
- 1993: Shalala / Se i nåde med meg
- 1994: I en natt
- 1995: Skyfri himmel
- 1997: Tre minutt
- 1998: På svai
- 1999: Å komma heim
- 1999: Tapt uskyld
- 2000: Ingen vei tilbake
- 2001: A Poem for Peace
- 2002: Mysteriet deg (mit Lisa Nilsson)
- 2002: Tålt (mit Rita Eriksen)
- 2003: Ordet fanger
- 2004: Bare en mann
- 2004: Dag for dom
- 2004: Skyfri himmel (mit Karen Busck)
- 2006: Nåde
- 2007: Frk. Hjerteknuser (mit Jan Eggum)
- 2009: Din dag
- 2013: På rett kjøl (mit Kurt Nilsen)
- 2014: Parkert
- 2016: Ingen var så trygg i fare
- 2016: Etterlyst: Jesus
- 2018: Som et barn
- 2019: Alt eg ser (mit Sigvart Dagsland)
- 2019: Alt eg ikkje såg (mit Sigvart Dagsland)
- 2020: Kan det snu?

## Auszeichnungen
Spellemannprisen
- Underholdning / Unterhaltung 1990 (Album: Alt du vil ha)
- Årets Spellemann / Spielmann des Jahres 1997
- Årets låt / Lied des Jahres 2002 (Lied: Mysteriet deg, gesungen mit Lisa Nilsson)
- Årets Hederspris / Ehrenpreis des Jahres 2006 (mit Sissel Kyrkjebø und Åge Aleksandersen)
- 14 weitere Nominierungen